# Michael Amott
Michael Amott (* 28. července 1970) je britsko-švédský kytarista a skladatel. Žije v Hallandu na jihozápadním pobřeží Švédska. Je zakladatelem metalové skupiny Arch Enemy. Předtím působil ve skupinách Carcass, Carnage, Armageddon, Spiritual Beggars. Jeho bratr je kytarista Christopher Amott.